# Фінал клубного чемпіонату світу з футболу 2007
Фінал Клубного чемпіонату світу з футболу 2007 — вирішальний матч Клубного чемпіонату світу з футболу 2007 року. Матч пройшов 16 грудня 2007 року на Міжнародному стадіоні «Йокогама» у Японії. У ньому зустрілися аргентинський клуб «Бока Хуніорс» (переможець Кубка Лібертадорес 2007 року) і італійський «Мілан» (переможець Ліги чемпіонів 2006/07).
Перемогу вперше в історії турніру здобув європейський клуб, який завдяки дублю Філіппо Індзагі, а також голам Алессандро Нести і Кака переміг аргентинців з рахунком 4:2. Найкращим гравцем матчу було визнано півзахисника італійців Кака.

## Матч

### Деталі
| 16 грудня 2007 19:30 |

| «Бока Хуніорс»                 | 2-4      | «Мілан»                             |
| ------------------------------ | -------- | ----------------------------------- |
| Паласіо 22' Амброзіні 85' (аг) | Протокол | Індзагі 21', 71' Неста 50' Кака 61' |

| Міжнародний стадіон, Йокогама Глядачів: 68,263 Арбітр: Марко Антоніо Родрігес |

| Бока Хуніорс | Мілан |

|                     |    |                         |     |     |
|                     |    |                         |     |     |
| GK                  | 12 | Маурісіо Каранта        |     |     |
| CB                  | 20 | Хонатан Майдана         |     |     |
| CB                  | 29 | Габріель Палетта        | 73' |     |
| CB                  | 3  | Клаудіо Морель Родрігес |     |     |
| DM                  | 5  | Себастьян Батталья      | 55' |     |
| RM                  | 4  | Уго Ібарра              | 40' |     |
| CM                  | 15 | Альваро Гонсалес        |     | 67' |
| CM                  | 24 | Евер Банега             |     |     |
| LW                  | 19 | Нері Кардосо            |     | 68' |
| SS                  | 14 | Родріго Паласіо         |     |     |
| CF                  | 9  | Мартін Палермо ()       |     |     |
| Заміни:             |    |                         |     |     |
| MF                  | 8  | Пабло Ледесма           | 88' | 67' |
| MF                  | 11 | Леандро Грасіан         |     | 68' |
| Тренер:             |    |                         |     |     |
| Мігель Анхель Руссо |    |                         |     |     |

|                 |    |                   |     |     |
|                 |    |                   |     |     |
| GK              | 1  | Діда              |     |     |
| RB              | 25 | Даніеле Бонера    |     |     |
| CB              | 13 | Алессандро Неста  |     |     |
| CB              | 4  | Каха Каладзе      | 77' |     |
| LB              | 3  | Паоло Мальдіні () |     |     |
| CM              | 8  | Дженнаро Гаттузо  |     | 65' |
| CM              | 21 | Андреа Пірло      |     |     |
| CM              | 23 | Массімо Амброзіні | 22' |     |
| AM              | 22 | Кака              | 62' |     |
| AM              | 10 | Кларенс Зеєдорф   |     | 87' |
| CF              | 9  | Філіппо Індзагі   |     | 76' |
| Заміни:         |    |                   |     |     |
| MF              | 5  | Емерсон           |     | 65' |
| DF              | 2  | Кафу              |     | 76' |
| MF              | 32 | Крістіан Броккі   |     | 87' |
| Тренер:         |    |                   |     |     |
| Карло Анчелотті |    |                   |     |     |

| Гравець матчу: Кака («Мілан») Асистенти арбітра: Хосе Луїс Камарго Педро Ребольяр Четвертий арбітр: Марк Шилд | Правила матчу - 90 хвилин. - 30 хвилин додаткового часу при необхідності. - Серія післяматчевих пенальті, якщо рахунок був рівним. - 12 запасних. - Максимальна кількість замін — 3. |

### Статистика
| Статистика       | «Бока Хуніорс» | «Мілан» |
| Голів            | 2              | 4       |
| ---------------- | -------------- | ------- |
| Ударів           | 17             | 14      |
| Ударів у площину | 9              | 7       |
| Володіння м'ячем | 49 %           | 51 %    |
| Кутових          | 5              | 2       |
| Фолів            | 22             | 14      |
| Оффсайдів        | 4              | 3       |
| Жовтих карток    | 3              | 2       |
| Червоних карток  | 1              | 1       |